# Jimmy Rushing
Jimmy Rushing, właśc. James Andrew Rushing (ur. 26 sierpnia 1902 w Oklahoma City, zm. 8 czerwca 1972 w Nowym Jorku) – amerykański wokalista bluesowy.
W latach 1935–1948 współpracował z big bandem Counta Basiego. Śpiewał i nagrywał z wybitnymi artystami jazzu, m.in. Bennym Goodmanem, Eddiem Condonem, Zootem Simsem.
Z racji potężnej sylwetki zwany był Mr. Five by Five.
Najpopularniejsze nagrania: "Going to Chicago", "Every Day I Have the Blues", "Baby Don't Tell on Me", "Blues in the Dark", "Sent for You Yesterday", "I Surrender Dear".